# Aleksej Petrovič Melissino
Aleksej Petrovič Melissino (rusko Алексей Петрович Мелиссино), ruski general, * 1759, † 1813.
Bil je eden izmed pomembnejših generalov, ki so se borili med Napoleonovo invazijo na Rusijo; posledično je bil njegov portret dodan v Vojaško galerijo Zimskega dvorca.

## Življenje
Bil je iz starodavne grške družine, ki se je sprva preselila na Madžarsko, nato pa je v 18. stoletju prišla v Rusijo. Njegov oče, Peter Ivanovič Melissino, je bil general artilerije ter poveljnik Artilerijske in inženirske vojaške šole. Vojaško izobrazbo je prejel pri gardistih, nato pa je 21. julija 1777 pričel z aktivno vojaško službo. 
10. maja 1783 je bil povišan v stotnika ter bil dodeljen generalštabu. Izoblikoval je usposabljanje za artileriste, zaradi česar je bil 8. oktobra 1788 povišan v majorja. Med drugo turško vojno je postal podpolkovnik in poveljnik Sumijskega lahkega konjeniškega polka; ob koncu vojne je bil 5. januarja 1793 povišan v polkovnika. 
V času vladanja Pavla I. so ga začasno odstranili iz vojaške službe, a je bil decembra 1800 aktiviran v Elisavetgradskemu huzarskemu polku. 1. januarja 1801 pa je že postal poveljnik Mariupolskega huzarskega polka in bil povišan v generalmajorja. V letu dni so ga ponovno upokojili, tokrat skoraj za pet let. Pomladi 1807 je bil reaktiviran; ukvarjati se je pričel z organizacijo Lubenskega huzarskega polka. Poveljnik tega polka je postal 20. aprila 1807. 
Umrl je leta 1813 med bitko s francoskimi gardisti. 